# Milan Hajdík
Milan Hajdík (* 14. června 1985 Vsetín) je český malíř.

## Život
Vyrůstal ve Vsetíně a Jablůnce. Po dokončení studia malířského oboru na Střední uměleckoprůmyslové škole Uherské Hradiště nastoupil na Fakultu umění Ostravské univerzity v Ostravě. V roce 2010 byly jeho práce zařazeny na přehlídku Next Wave. Nejmladší ostravská scéna ve výstavním prostoru G99 při Domě umění města Brna. V malířském ateliéru vedeném Františkem Kowolowskim absolvoval v roce 2012. Rok poté se stal finalistou Ceny Rudolfa Schlattauera vyhlašované ve Valašském Meziříčí pro nastupující generaci umělců a umělkyň širšího regionu. V roce 2018 se prezentoval na česko-slovenské výstavě Hledání hranic malby v post-mediální prostředí v Galerii výtvarného umění v Ostravě a v roce 2019 na výstavě Digitalis v ostravské GAFU. Žije ve Valašském Meziříčí. Věnuje se malbě a tvorbě objektů.

## Tvorba
Kurátor výstavy Next Wave, teoretik a malíř František Kowolowski, už v roce 2010 označuje Hajdíkův přístup za konceptuální, aniž by to zákonitě znamenalo rezignaci na „precizní zpracování malby“. Tato obecná charakteristika zůstala platnou i pro jeho tvorbu následujících deseti let. Kontrasty různých malířských postupů u něj vycházejí z reflexe dějin malby. Důležitým je pro něj do klasického malovaného obrazu včleňovat prvky upomínající na industriální materiálovost a na nehmotnou povahu digitální informace.
V době ukončení akademických studií se Hajdík zabýval kriticky zamýšlenými persiflážemi symbolismu klasického umění. Do ikonických kompozic evropské malby vkládat prvky, kterými vytvářel relaci mezi náboženskou dogmatičností a avantgardním umění. Postavám nasazoval vlastní tvář, aniž by apriory dával najevo, zda jde o sebeironické gesto či provokativní narcismus. V následujícím období obrátil pozornost k industriálním námětům (mostním a železničním konstrukcím, automobilovým skládkám) a jejich situovanosti v krajině. Výrazně redukoval barevnou škálu, což zesilovalo nevlídnost jím prezentovaných prostředí, vedle běžných barev k malbě užíval gumoasfalt, jindy obrazy doplňoval rastry vytvářenými barvou přes perforace průmyslových výrobních pomůcek.
Okolo roku 2017 ke vztahům mezi přírodou a průmyslovou industrií přibyla vrstva digitální informace. Na plátnech se začaly objevovat čárové a QR kódy se zprávami rozvíjejícími či zakotvujícími malovaný motiv v nových souvislostech. Načtení kódu tak může vést ke zjištění latinského názvu motýla, z jehož kresby na křídlech Hajdík vyšel, nebo k přečtení rozhovoru s portrétovanou osobou. Typická zůstává kombinace hladké iluzivní malby s užíváním průmyslových barev, šablonových rastrů a materiálových struktur. V tomto směru dosud nejvýrazněji pokročil v obrazech z let 2019–2020, na kterých plošné úseky obrazy obklopují silné vrstvy probarvovaného betonu.

## Samostatné výstavy
- 2020 Jedna ku jedné. Galerie Dole, Ostrava
- 2017 Signál. Galerie Sýpka, Valašské Meziříčí
- 2015 Automotive. Evangelický kostel, Pržno
- 2014 Krajiny sebevrahů. Galerie Jáma 10, Ostrava